# Émile Keppens
Émile Léopold Denis Keppens, né le 12 janvier 1866 à Bruxelles et mort le 2 octobre 1926 à Marseille, est un acteur et réalisateur belge du cinéma muet.

## Biographie
Émile Keppens est né en 1866 à Bruxelles impasse du Persil. En 1903 il se rend à Paris où il prend la direction d'une salle de spectacle, le Bijou-Concert, qu'il revend l'année suivante, et monte des spectacles de music-hall. Il se produit également sur scène dans des pièces de théâtre et de cabaret. Il commence à apparaitre au cinéma à partir de 1910, dans des films de Léonce Perret, Louis Feuillade et d'Abel Gance. Il réalise quelques films, dont Paris la nuit avec un certain Léon Smet, père de Johnny Hallyday. Il réalise en 1922 le film à épisodes L'Aiglonne avec René Navarre. Il meurt en 1926.

## Filmographie

### Acteur
- 1911 : L'Étendard de Léonce Perret
- 1912 : L'Homme de proie de Louis Feuillade
- 1912 : Le Chrysanthème rouge de Léonce Perret
- 1912 : L'Express matrimonial
- 1912 : Le Lien
- 1912 : Plus fort que la haine
- 1912 : La Rançon du bonheur
- 1913 : La Mort de Lucrèce de Louis Feuillade
- 1913 : L'Enfant de Paris
- 1913 : La Dentellière
- 1914 : Mademoiselle Josette, ma femme
- 1915 : Les Vampires
- 1915 : L'Énigme de la Riviera
- 1915 : Strass et Compagnie d'Abel Gance
- 1915 : L'Énigme de dix heures d'Abel Gance
- 1916 : L'X noir de Léonce Perret
- 1916 : Les Gaz mortels d'Abel Gance
- 1917 : Barberousse d'Abel Gance
- 1917 : Le Devoir de Léonce Perret
- 1918 : La Nouvelle Mission de Judex de Louis Feuillade
- 1919 : La Muraille qui pleure
- 1924 : Surcouf

### Réalisateur
- 1920 : L'Homme aux trois masques
- 1922 : La Raison du cœur
- 1922 : L'Aiglonne (coréalisateur)
- 1924 : Paris la nuit